# Yuan Weimin
Yuan Weimin (chiń. upr. 袁伟民; chiń. trad. 袁偉民; pinyin Yuán Wěimín; ur. 1939 w Suzhou, prowincja Jiangsu) – chiński trener siatkówki, działacz sportowy i państwowy.

## Życiorys
Studiował w Instytucie Kultury Fizycznej w Nankinie, w 1962 wstąpił do Komunistycznej Partii Chin. Uprawiał siatkówkę na poziomie reprezentacji narodowej, następnie zyskał sławę jako trener reprezentacji kobiecej Chin i współtwórca jej sukcesów światowych w latach 80. Pełnił także szereg funkcji w administracji sportowej – był wiceprzewodniczącym Stowarzyszenia Chińskich Związków Sportowych, przewodniczącym Chińskiej Federacji Siatkówki, wiceministrem sportu ChRL (zastępcą szefa Państwowej Komisji Kultury Fizycznej i Sportu). W 1996 został także prezydentem Federacji Siatkówki Azji. W 2000 został prezydentem Chińskiego Komitetu Olimpijskiego, za jego kadencji reprezentacja osiągnęła szereg sukcesów zarówno w Salt Lake City (2002), jak i Atenach (2004). Kierowanie komitetem olimpijskim łączył z funkcją przewodniczącego Państwowej Administracji Sportu ChRL; odszedł z obu stanowisk po ateńskich igrzyskach – w grudniu 2004 kierowanie Państwową Administracją przejął Liu Peng, ten sam działacz został w lutym 2005 szefem narodowego komitetu olimpijskiego. Sam Yuan objął stanowisko szefa Komitetu Organizacyjnego Igrzysk Olimpijskich Pekin 2008.
Niezależnie od aktywności sportowej Yuan Weimin wchodził w skład władz partyjnych. W latach 1982–1987 był zastępcą członka Komitetu Centralnego KPCh, od 1987 jest członkiem KC (kolejny raz wybrany na XVI Kongresie partii w 2002).
W 2002 opublikował autobiografię My Way As Volleyball Coach. W 1992 został honorowym profesorem Instytutu Kultury Fizycznej w Nankinie.
Jest członkiem amerykańskiej galerii sław siatkarskich – Volleyball Hall of Fame.